# Matchbox Twenty
A Matchbox Twenty (ismert még: Matchbox 20 vagy MB20) egy amerikai alternatív rockegyüttes a floridai Orlandoból. 1995-ben alakultak és világszerte több mint 45 millió lemezt adtak el. Az együttes négy tagból áll: Rob Thomas, Kyle Cook, Brian Yale és Paul Doucette alkotják a jelenlegi formációt. Adam Gaynor gitáros 2005-ben máig tisztázatlan okok miatt kilépett az addigra már többszörös Grammy-díjra jelölt zenekarból.

## Diszkográfia
- Yourself or Someone Like You (1996)
- Mad Season (2000)
- More Than You Think You Are (2002)
- Exile on Mainstream (2007)
- North (2012)
- Where the Light Goes (2023)